# Donaudorf (Gemeinde Gedersdorf)
Donaudorf ist eine Ortschaft und eine Katastralgemeinde der Gemeinde Gedersdorf im Bezirk Krems-Land in Niederösterreich.

## Geografie
Donaudorf liegt unterhalb von Gedersdorf und schräg gegenüber von Traismauer am linken Donauufer in einer Ausbuchtung des Auwaldes. In unmittelbarer Nähe liegt das Kraftwerk Theiß.

## Geschichte
Im Jahr 1822 wurde der Ort als Dorf mit elf Häusern genannt, das nach Haitzendorf eingepfarrt war, wohin auch die Kinder eingeschult wurden. Die Herrschaft Grafenegg besaß die Ortsobrigkeit, übte die Landgerichtsbarkeit aus und besorgte die Konskription. Die Untertanen und Grundholde des Ortes gehörten den Herrschaften Nußdorf an der Traisen, Stift Herzogenburg und Eisenthür. Laut Adressbuch von Österreich war im Jahr 1938 in Donaudorf ein Landwirt mit Direktvertrieb ansässig, weiters existierte ein Forstamt. Bis zur Eingemeindung nach Gedersdorf war der Ort ein Teil der damaligen Gemeinde Theiß.